# ميخائيل شيروود
ميخائيل شيروود (بالإنجليزية: Michael Sherwood)‏ هو عازف لوحة المفاتيح أمريكي، ولد في 27 أكتوبر 1959، وتوفي في 5 نوفمبر 2019.

## وصلات خارجية
- ميخائيل شيروود على موقع ميوزك برينز (الإنجليزية)
- ميخائيل شيروود على موقع ديسكوغز (الإنجليزية)